# Pterotricha strandi
Pterotricha strandi es una especie de araña araneomorfa del género Pterotricha, familia Gnaphosidae. Fue descrita científicamente por Spassky en 1936.
Habita en Irán, Turkmenistán, Afganistán e India.